# Top of Europe

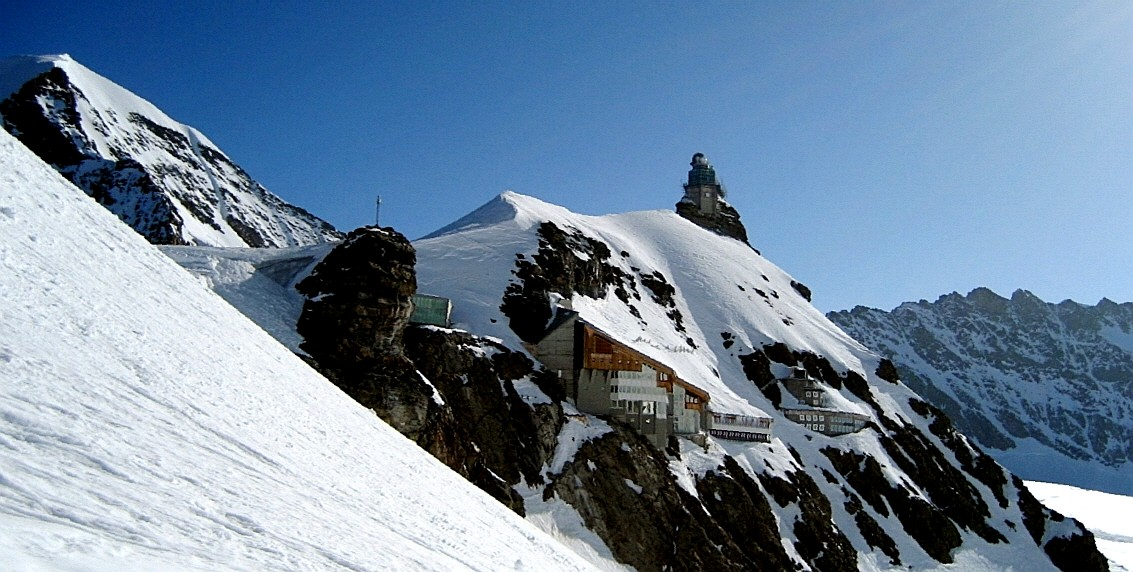
Top of Europe-byggnaden (centrum) och Sphinx-observatoriet

Top of Europe är en högt belägen byggnad som ligger i det schweiziska distriktet Valais. Det har utsikt över Aletsch-glaciären där snön aldrig smälter från södra sidan av Jungfraujoch, på en höjd av 3 454 m över havet. Det är ihopkopplat med järnvägsstationen Jungfraujoch via en tunnel och till Sphinxobservatoriet med en hiss. Den har fem nivåer.
Top of Europe innehåller flera restauranger och en permanent utställning om Jungfrau Railway och Alperna. Det innefattar även Europas högst belägna postkontor. I en äldre byggnad finns en forskningsstation.